# Собор Непорочного Зачатия Пресвятой Девы Марии (Кингстон)
Собор Непорочного Зачатия Пресвятой Девы Марии (англ. St. Mary's Cathedral) — католическая церковь в городе Кингстон (провинция Онтарио, Канада); кафедральный собор архиепархии Кингстона.

## История

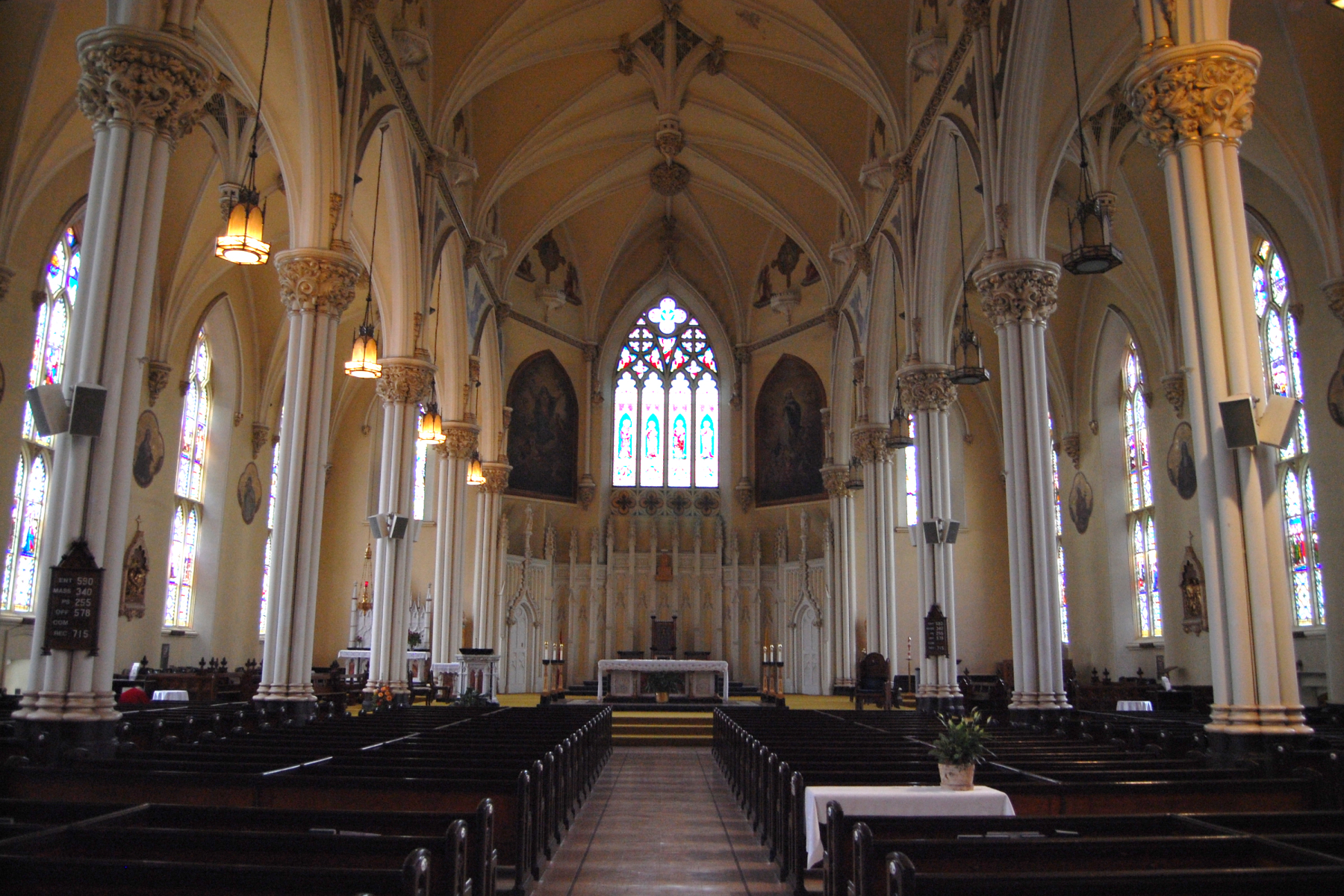
Интерьер храма

Строительство церкви Непорочного Зачатия Пресвятой Девы Марии в Кингстоне началось в 1842 году. 4 октября 1848 года церковь была торжественно освящена в качестве кафедрального собора епархии Кинстона.
В 1889 году храм был значительно расширен архитектором Джозефом Коннолли. Масштабная перестройка церкви также продолжалась в 1987—1995 годах.